# Ulotrichopus recchiai
Ulotrichopus recchiai là một loài bướm đêm trong họ Erebidae.